# Konrad Wagner (Schauspieler)

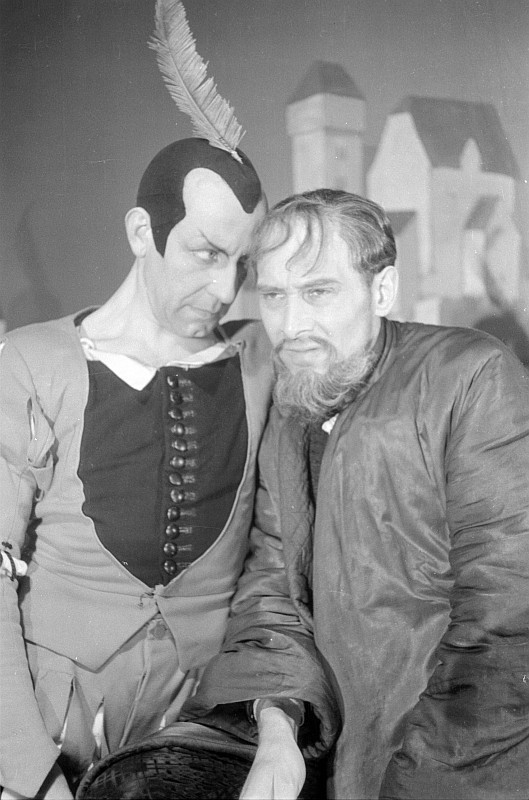
Konrad Wagner (r.) 1945 als „Faust“, zusammen mit O. E. Hasse als „Mephisto“ in einer Szene von Urfaust. Foto von Abraham Pisarek.

Konrad Hubert Wagner (* 21. Oktober 1902 in Köln; † 7. September 1974 in Berlin-Charlottenburg) war ein deutscher Theater- und Filmschauspieler, Regisseur und Synchronsprecher.

## Leben und Wirken
Konrad Wagner, der ebenso wie sein Bruder in Köln geboren wurde, erhielt seine Ausbildung bei Saladin Schmitt in Bochum, spielte von 1935 bis 1941 am Schauspielhaus Hamburg und seit 1941 in Berlin, vorwiegend an Hebbel-, Schiller- (u. a. 1953 in Rudolf Noeltes Inszenierung von Camus’ Belagerungszustand) und Renaissance-Theater. Er trat in vielen Filmen auf (Der 20. Juli, Ein Mädchen aus Flandern, Der eiserne Gustav).
Am produktivsten war er als Fernsehspielregisseur (Das heilige Experiment, 1956; Die respektvolle Dirne, 1957; Aus Gründen der Sicherheit, 1961) und in der Synchronisation, wo er für die deutschen Fassungen von über 100 Filmen verantwortlich zeichnete (u. a. Carmen Jones, Das verflixte 7. Jahr, Borsalino).
Seine Stimme mit einer sehr charakteristischen Schattierung bediente u. a. Fredric March als fundamentalistischen Prediger in Wer den Wind sät („Wenn Gott will, daß ein Schwamm denkt, dann denkt ein Schwamm!“) und in An einem Tag wie jeder andere (1955, der letzte Film mit Humphrey Bogart), Keenan Wynn (Dr. Seltsam oder: Wie ich lernte, die Bombe zu lieben, Point Blank), Bernard Lee (als M in den James-Bond-Filmen Goldfinger, Feuerball, Im Geheimdienst Ihrer Majestät, Diamantenfieber), Edward G. Robinson in …Jahr 2022… die überleben wollen, 1973; Walter Huston in Der Schatz der Sierra Madre, Ernest Borgnine in Das dreckige Dutzend, Ray Milland in Love Story und Sidney Blackmer in Rosemaries Baby.
Er war der Bruder des drei Jahre älteren Schauspielers Paul Wilhelm Hubert Wagner.
Wagner war seit dem 19. November 1930 mit Charlotte Wilhelmine geb. Kißling verheiratet. Die Eheschließung fand in Mainz statt. Konrad Wagner starb am 7. September 1974 um 18 Uhr im Universitätsklinikum Westend in Berlin-Charlottenburg im Alter von 71 Jahren. Er wohnte zuletzt im Schuchardtweg 18 in Berlin-Wannsee.

## Filmografie
- 1942: Bambi (Sprecher)
- 1957: Wie ein Sturmwind
- 1958: Der eiserne Gustav
- 1961: Vorsätzlich (Regie)
- 1963: Das große Vorbild
- 1966: Intercontinental Express – Zwei im falschen Zug (Regie)

## Hörspiele
- 1947: Kurt Schwollius: Wer ist unschuldig? – Regie: Heinrich Voigt (Berliner Rundfunk)
- 1947: Peter Wiszwede: Das alte Puppenspiel von Doktor Faust (Faust) – Regie: Carlheinz Riepenhausen (Berliner Rundfunk)
- 1948: Rolf Goetze: …das Ghetto stirbt – Regie: Hanns Korngiebel (RIAS Berlin)
- 1948: Albert Maltz: Im Land des Glücks – Regie: Carlheinz Riepenhausen (Berliner Rundfunk)
- 1948: Kurt Barthel: Schlöffel (Engels) – Regie: Carlheinz Riepenhausen (Berliner Rundfunk)